# Żukowo
Żukowo (Duits: Zuckau) is een stad in het Poolse woiwodschap Pommeren, gelegen in de powiat Kartuski. De oppervlakte bedraagt 4,68 km², het inwonertal 6236 (2005).